# Ярыгина, Татьяна Владимировна
Татья́на Влади́мировна Яры́гина (род. 2 марта 1953 года) — депутат Государственной думы первого, второго и третьего созывов (1994—2003). Член фракции «Яблоко».
В 1970 году окончила среднюю школу.
Окончила Московский государственный университет имени М. В. Ломоносова.
В 1975—1979 годах училась в аспирантуре Института экономики Академии наук.
В 1979—1983 корреспондент еженедельника «Экономическая газета». С 1983 работала в Институте труда Госкомтруда СССР.
В Государственной думе первого и второго созывов была заместителем председателя Комитета по труду и социальной политике. В третьем созыве была заместителем председателя Комиссии ГД по проблемам устойчивого развития, затем — членом Комитета ГД по международным делам и Комиссии ГД по этике.
Имеет дочь Екатерину 1981 года рождения.